# Juan Emilio Marroco
Juan Emilio Marroco, vollständiger Name Juan Emilio Marroco Martínez, (* 4. August 1987 in Florida) ist ein uruguayischer Fußballspieler.

## Karriere
Der 1,85 Meter große Torhüter Marroco spielte mindestens in der Saison 2013/14 für den Zweitligisten Club Sportivo Cerrito. Dort kam er in jener Spielzeit 13-mal in der Segunda División zum Einsatz. Im Februar 2014 wechselte er innerhalb Montevideos und der Liga zu den Rampla Juniors. Sein Verein stieg am Saisonende in die Primera División auf. Er selbst erhielt jedoch keine Einsatzzeiten. Nachdem er in der Saison 2014/15 nicht in der höchsten uruguayischen Spielklasse eingesetzt worden war, kehrte er im Februar 2015 zu Cerrito zurück. In der Clausura 2015 lief er dreimal in der Segunda División auf. Sein Verein stieg am Saisonende ab. Im August 2015 wechselte er zum Zweitligisten Huracán Football Club. Dort absolvierte er in der Spielzeit 2015/16 14 Zweitligaspiele.